# Tuberculanostoma
Tuberculanostoma là một chi ruồi trong họ Syrphidae.